# Lijst van burgemeesters van Zuidbroek (Groningen)
Dit is een lijst van burgemeesters van de voormalige Nederlandse gemeente Zuidbroek in de provincie Groningen.
De gemeente Zuidbroek werd op 1 juli 1965 samengevoegd met de gemeente Noordbroek, samen vormden zij de nieuwe gemeente Oosterbroek.
| Ambtsperiode | Naam burgemeester                  | Partij of stroming | Bijzonderheden                                                            |
| ------------ | ---------------------------------- | ------------------ | ------------------------------------------------------------------------- |
| 1811 - 1813  | Lucas Wichers Wildervanck          |                    | maire, tevens notaris                                                     |
| 1813 - 1825  | Eppe Edzes Tonkes                  |                    |                                                                           |
| 1825 - 1855  | Eppo Harms Boer                    |                    |                                                                           |
| 1856 - 1877  | mr. Rudolph Albert Cleveringa      |                    | was burgemeester van Noordbroek                                           |
| 1877 - 1883  | jhr. Cornelius van Beresteijn      |                    | was burgemeester van Stedum, werd burgemeester van Capelle aan den IJssel |
| 1883 - 1886  | Dirk Nicolaas Wentholt             |                    |                                                                           |
| 1887 - 1894  | mr. Sape Talma Stheeman            |                    |                                                                           |
| 1894 - 1897  | Hebbe Hebbes                       |                    | werd burgemeester van Delfzijl                                            |
| 1897 - 1916  | Bernhard Wilhelm Siemens           |                    |                                                                           |
| 1916 - 1919  | mr. Willem Frederik Tromp Meesters |                    |                                                                           |
| 1919 - 1931  | Geert Snel                         |                    |                                                                           |
| 1931 - 1943  | Harmannus Everardus Buurma         |                    | was wethouder van Hoogezand                                               |
| 1943 - 1945  | Detmer ten Have jr.                | NSB                | tevens waarnemend burgemeester van Muntendam                              |
| 1945 - 1961  | Leendert Steenhuis                 |                    | eerst waarnemend                                                          |
| 1961 - 1965  | Freerk (F.) Tjaberings             | PvdA               | waarnemend; tevens burgemeester van Muntendam                             |